# 朱和平 (1958年)
朱和平（1957年8月—），江西万载人，中国人民解放军少将。

## 生平
早年担任总参谋部作战部参谋，前中央军委副主席张万年秘书。2005年7月，晋升为少将军衔。2007年任第14集团军副军长。2009年任重庆警备区司令员。2014年任成都军区联勤部部长。2015年，因违纪被移送中国人民解放军军事司法机关处理。